# Pseudociliatida
Los seudociliados (Pseudociliatida) forman un orden protista, con un género: Stephanopogon. Es un protozoo marino, unicelular, algo aplanado, multiflagelado, polinucleado (2 a 16 núcleos), que se parece mucho a ciertos ciliados y originalmente se clasificó con ellos. Los flagelos son lisos dispuestos en filas de adelante hacia atrás y la boca está sostenida con varillas. Se alimentan especialmente de bacterias y diatomeas. Los núcleos, a diferencia de los ciliados, están indiferenciados.
Pertenece a Percolozoa, un filo que durante su ciclo de vida alterna entre etapas ameboides, flagelados y quistes; sin embargo, en este protozoo la etapa de ameboide no se ha observado, por lo que puede haberse perdido secundariamente.